# Portada/efemèride març 31
Gisèle Freund
« 30 de març · 31 de març · 1 d'abril »